# Eddy Maillet
Eddy Allen Maillet Guyto (19 oktober 1967) is een voetbalscheidsrechter afkomstig van de Afrikaanse eilandengroep Seychellen. Hij is internationaal scheidsrechter voor de FIFA sinds 2001.
Hij werd geselecteerd als scheidsrechter voor de Afrika Cup in 2006, 2007 en 2008. Hij was ook scheidsrechter bij de FIFA Confederations Cup 2009 in Zuid-Afrika en op het Wereldkampioenschap voetbal 2010. Zijn eerste wedstrijd als scheidsrechter op het WK 2010 was Honduras - Chili op 16 juni 2010.